# Crying in the Chapel
Crying in the Chapel è un brano musicale gospel scritto da Artie Glenn per il figlio Darrell, ed originariamente registrata nel 1953, da Artie insieme alla sua band The Rhythm Riders.  La canzone fu rifiutata dalla Hill and Range Songs e dalla Acuff-Rose Music. Il brano venne alla fine pubblicato dalla Valley Publishers, mentre il singolo di Darrell Glenn fu pubblicato dalla Valley Records. Divenne un successo a livello locale e poi si diffuse in tutti gli Stati Uniti. La versione originale del pezzo (Valley 105) fu pubblicata nel maggio 1953. La canzone diventò una delle più reinterpretate dell'anno. La registrazione originale di Darrell Glenn raggiunse la prima posizione nella classifica di Cash Box e la sesta in quella di Billboard. La versione di Darrell Glenn raggiunse inoltre la posizione numero 6 nella classifica Billboard Pop Singles e la numero 4 nella Billboard Country and Western. Elvis Presley ne incise una celebre reinterpretazione negli anni sessanta.

## La versione di Elvis Presley
Il 31 ottobre 1960, Elvis Presley incise una versione di Crying in the Chapel con l'idea di inserirla nel suo album gospel His Hand in Mine. Furono registrate tre take del pezzo, ma Elvis non rimase soddisfatto. Alla fine si decise di buttare via tutto e ricominciare daccapo. La versione finale non fu inclusa nell'album His Hand in Mine, ma bensì nel secondo album gospel di Presley, How Great Thou Art (1967).
Il 6 aprile 1965, Crying In the Chapel venne pubblicata su singolo dalla RCA nella serie "Gold Standard Series." Il 45 giri si rivelò essere il primo singolo di Elvis a superare il milione di copie vendute fin dai tempi di Return to Sender nel 1962. Crying in the Chapel arrivò in terza posizione nella classifica Billboard Hot 100 e rimase in vetta alla Easy Listening Chart per sette settimane di fila.
La versione di Presley fu un grande successo anche in Gran Bretagna dove arrivò al primo posto in classifica.

## Altre cover
Oltre a Presley, più di 50 altri artisti hanno reinterpretato Crying in the Chapel nel corso degli anni.
Tra i nomi più noti citiamo Ella Fitzgerald, Bob Marley (con il testo modificato in favore di Hailé Selassié), Platters, Johnny Burnette e Little Richard.
Nel 1965 Bobby Solo ne incise una versione in lingua italiana (con testo di Franco Migliacci) dal titolo: La casa del Signore.